# Fogemorfem
Fogemorfem eller interfix är i lingvistik ett affix som fungerar som fogelement mellan andra morfem.
Svenskan använder ofta interfix i sammansättningar: honung-s-melon, familj-e-far, kvinn-o-kamp, gat-u-brunn, kung-a-makt, men exempel med andra morfem förekommer: mjöl-n-are. Ursprungen till dessa interfix är kasussuffix till sammansättningarnas förled.
Bland affixen intar interfix en särställning: det är svårt att tillskriva interfix någon som helst betydelse (lexikalisk eller grammatisk), vilket man annars kräver av morfem. Ingenting förändras ju om ett interfix saknas, som i gatlykta. En alternativ lösning är därför att se honungs-, familje-, kvinno-, gatu- och kunga- som allomorfer till morfemen honung, familj, kvinna, gata och kung.